# YELL （エール）〜輝くためのもの〜/ラフラフ体操
「YELL （エール）〜輝くためのもの〜/ラフラフ体操」（エール かがやくためのもの/ラフラフたいそう）は、サーターアンダギーの7枚目のシングル。2012年8月1日にポニーキャニオンから発売された。

## 解説
ユニットにとって「君が辻/夢の扉」以来2度目となるダブルAサイドシングルで、初回盤と通常盤の2種形態での発売。
「YELL（エール）〜輝くためのもの〜」は、テレビ東京系アニメ『FAIRY TAIL』のエンディングテーマで、ユニット結成のきっかけとなった番組『クイズ!ヘキサゴンII』に関連のないタイアップは初となる。前作「タカラモノ」に続きミディアムバラード調の楽曲で、「（山田親太朗の出身地である）沖縄の『ゆいまーる（助け合い）』精神を感じさせる作品」と告知されていた。
「ラフラフ体操」はDVDに振り付け映像が収録されている。アルバム『サーターアンダギー2 ゆいまーる』では、韓国語バージョンの「Laugh、Laugh」を収録。
オリコンの最高位は11位で、デビュー以来続いていたシングルの連続ベスト10入りを逃した。
発売日の8月1日は松岡卓弥の誕生日でもある。

## 収録内容

### CD
1. YELL （エール）〜輝くためのもの〜
  - 作詞・作曲・編曲：山下和彰
2. ラフラフ体操
  - 作詞・作曲・編曲：ヒロイズム
3. YELL （エール）〜輝くためのもの〜 （カラオケ）
4. ラフラフ体操 （カラオケ）

### DVD
（初回盤のみ）
1. 『サタアン☆ナイト☆フィーバー』デラックス
2. 『FAIRY TAIL』ノンテロップエンディング映像
3. メイキング映像
4. 一緒に踊ろう!「ラフラフ体操」振り付け&かけ声トレーニングビデオ